# Bílovec
Bílovec (in tedesco Wagstadt) è una città della Repubblica Ceca, nel distretto di Nový Jičín nella regione di Moravia-Slesia.